# Gymnosoma ventricosum
Gymnosoma ventricosum là một loài ruồi trong họ Tachinidae.